# Lívia Avancini
Lívia Avancini, född 8 maj 1992, är en brasiliansk friidrottare som tävlar i kulstötning. Hon deltog vid olympiska sommarspelen 2024.